# 库伊蓬托达姆
库伊蓬托达姆（法語：Couilly-Pont-aux-Dames，法語發音：[kuji pɔ̃.t‿o dam] ⓘ）是法国塞纳-马恩省的一个市镇，属于莫城区。

## 地理
库伊蓬托达姆（48°53'4"N, 2°51'28"E）面积4.75 平方千米，位于法国法蘭西島大區塞纳-马恩省，该省份为法国北部内陆省份，北起瓦兹省，西接埃松省、马恩河谷省、塞纳-圣但尼省和瓦兹河谷省，南至卢瓦雷省，东南接约讷省，东临马恩省和奥布省，东北接埃纳省。
与库伊蓬托达姆接壤的市镇（或旧市镇、城区）包括：坎西瓦桑、莫兰河畔圣日耳曼、莫兰河畔维利耶、布勒尔、孔代圣利比艾尔、克雷西-拉沙佩勒、蒙特里。

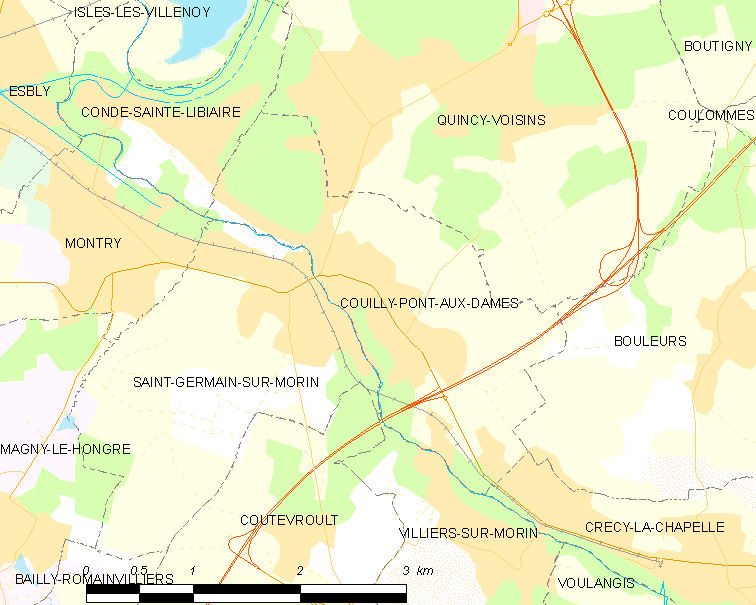
库伊蓬托达姆的OSM定位图

库伊蓬托达姆的时区为UTC+01:00、UTC+02:00（夏令时）。

## 行政
库伊蓬托达姆的邮政编码为77860，INSEE市镇编码为77128。

## 政治
库伊蓬托达姆所属的省级选区为塞里斯县。

## 人口

1962-2008年间库伊蓬托达姆人口变化图示

库伊蓬托达姆于2022年1月1日时的人口数量为2131人。